# Габор Терек
Габор Терек (мађ. Török Gábor; Алшонемеди, 30. мај 1936 — Будимпешта, 8. јануар 2004) био је мађарски фудбалер, репрезентативац, члан Олимпијске репрезентације Мађарске, играо је на позицији голмана.

## Каријера

### Клуб
Габор Торок је одиграо више од 200 утакмица у мађарској првој лиги са клубовима Ујпест Дожа, Чепел ШК и Шалготарјан БТЦ. Освојио је шампионску титулу у сезони 1959/60. са Ујпестом .
Са Ујпештом је учествовао у европским такмичењима и одиграо четири утакмице у Купу европских шампиона, четири у Купу сајамских градова, као и четири утакмице у Купу Европе.

### Репрезентација
Између 1958. и 1960. године три пута се појавио у репрезентацији. Седмоструки олимпијски репрезентативац (подаци су пронађени само за 4 утакмице) (1960), седмоструки омладински репрезентативац (1957–58), четвороструки Б репрезентативац (1959–61), троструки репрезентативац Будимпеште (1959–61).

## Достигнућа
- Прва лига Мађарске у фудбалу
  - шампион: 1959/60
- Куп победника купова у фудбалу (КПК)
  - полуфинале: 1961/62.